# Beulah, Michigan
Beulah är administrativ huvudort i Benzie County i Michigan. Ortnamnet härstammar från Bibeln där Beulah förekommer i äldre engelska översättningar såsom i King James Bible. Namnet föreslogs av ortens grundare, Charles E. Bailey, som var präst. Enligt 2010 års folkräkning hade Beulah 342 invånare.